# Abd al-Aziz dell'Arabia Saudita
ʿAbd al-ʿAzīz ibn ʿAbd ar-Raḥman ibn Fayṣal Āl Suʿūd, (in arabo عبد العزيز بن عبد الرحمن بن فيصل آل سعود‎?) (Riyad, 15 gennaio 1876 – Ta'if, 9 novembre 1953), è stato il fondatore e primo sovrano del moderno regno dell'Arabia Saudita, che ha guidato dal 1932 al 1953.
Esponente della dinastia saudita è noto internazionalmente con il nome di ʿAbd al-ʿAzīz ibn Sa'ud, o semplicemente (ma non correttamente) Ibn Saʿūd.

## Origini e primi anni di vita
ʿAbd al-ʿAzīz nacque il 15 gennaio 1876 a Riad, città principale della regione del Najd, nell'Arabia centrale. Era il figlio di ʿAbd al-Raḥmān bin Fayṣal Āl Saʿūd, ultimo sovrano del Secondo Stato Saudita, uno sceiccato tribale con capitale Riad. La sua famiglia, il casato (Āl) di Saʿūd, aveva avuto nell'Arabia centrale un ruolo preminente per i precedenti 130 anni. Sotto l'influenza e l'ispirazione wahhabita dell'Islam, i sauditi avevano precedentemente tentato di controllare gran parte della Penisola araba formando il primo Stato saudita, fino alla distruzione di quest'ultimo da parte dell'esercito egiziano nella guerra ottomano-saudita. La madre, Sarah Al Sudairi, apparteneva all'importante famiglia Sudairi. Morì nel 1910.
Nel 1890, quando ʿAbd al-ʿAzīz aveva ancora 15 anni, la città di Riad venne conquistata dalla dinastia storicamente rivale degli Āl Saʿūd, la Āl Rashīd. L'allora ragazzo ʿAbd al-ʿAzīz e la sua famiglia si rifugiarono inizialmente dai Banū al-Murra, una tribù beduina del deserto meridionale dell'Arabia; in seguito si trasferirono in Qatar per due mesi e successivamente in Bahrein, dove rimasero per breve tempo. Il loro peregrinare terminò nel Kuwait, dove si stabilirono per quasi un decennio.
Nella primavera del 1901 ʿAbd al-ʿAzīz e alcuni parenti - tra cui un fratellastro Muḥammad e diversi cugini - iniziarono ad organizzare una serie di spedizioni nell'area del Najd per contrastare alcune tribù alleate dei rivali. A mano a mano che i raid iniziavano a rivelarsi redditizi i partecipanti alle spedizioni aumentarono progressivamente fino a raggiungere un picco di oltre 200 uomini, per poi tornare a ridursi nei mesi successivi.
Nell'autunno seguente il gruppo si accampò nell'oasi di Yabrin. Dopo avere osservato il Ramadan ʿAbd al-ʿAzīz e i suoi uomini pianificarono un attacco a Riad per liberarla dall'occupazione della dinastia nemica, l'Āl Rashīd. Nella notte del 15 gennaio 1902 più di quaranta uomini scavalcarono le mura della città con l'aiuto di alcune palme inclinate e dopo un breve combattimento la città venne espugnata; il governatore della città, Ajlan, venne ucciso davanti alla sua fortezza. La riconquista di Riad segnò l'inizio di quello che sarebbe poi diventato il Terzo Stato saudita.

## Ascesa al potere
Dopo la cattura di Riad molti ex sostenitori del Casato dell'Āl Saʿūd furono chiamati alle armi da ʿAbd al-ʿAzīz. L'emiro era un leader carismatico e teneva i suoi uomini sempre con le armi a portata di mano. Nel corso dei successivi due anni le sue forze strapparono quasi metà del Najd ai Rashīdī.
Nel 1904 ʿAbd al-ʿAzīz bin Mit'ab Āl Rashīd rivolse un appello all'Impero ottomano chiedendo protezione militare e assistenza. Gli ottomani risposero con l'invio di truppe in Arabia. Il 15 giugno 1904, le forze di ʿAbd al-ʿAzīz subirono una grave sconfitta per mano delle milizie combinate ottomane e Rashīdī. Le sue forze riunite in seguito cominciarono a condurre una guerriglia contro gli Ottomani; nel corso dei due anni successivi l'armata di ʿAbd al-ʿAzīz fu in grado di distruggere le vie di rifornimento nemiche costringendo gli Ottomani alla ritirata. La vittoria di ʿAbd al-ʿAzīz nella battaglia di Rawdat Muhanna, in cui ʿAbd al-ʿAzīz bin Mit'ab morì, si concluse con il ritiro ottomano dal Najd e da al-Qasim alla fine dell'ottobre del 1906.
Il passo successivo nell'espansione territoriale portò ʿAbd al-ʿAzīz a completare la conquista del Najd e della costa orientale dell'Arabia nel 1912. Fondò poi il movimento armato chiamato Ikhwān (dall'arabo: ﺍﺧﻮﺍﻥ, "fratelli"), una organizzazione militare-religiosa che aveva lo scopo di assisterlo nelle sue conquiste successive con l'approvazione dei locali ʿulamāʾ wahhabiti. Nello stesso anno avviò una politica agraria per confinare i pastori nomadi beduini in colonie e per smantellare le loro organizzazioni tribali al fine di garantirsi la fedeltà degli Ikhwān.
Durante la prima guerra mondiale, il governo britannico istituì relazioni diplomatiche con il monarca. L'agente britannico fu ben accolto dai beduini. Missioni diplomatiche simili furono inviate a tutti i leader arabi nel tentativo di unificare e stabilizzare la regione. I britannici stipularono un trattato nel dicembre 1915 (il "Trattato di Darin") che rese le terre della Casa di Sa'ud una sorta di protettorato britannico e tentò di fissare i confini dello stato saudita in via di sviluppo. In cambio Abd al-Aziz si impegnò a combattere contro Ibn Rashid, che era un alleato degli Ottomani.
Il Foreign Office britannico aveva già iniziato a sostenere lo sceriffo della Mecca al-Ḥusayn b. ʿAlī perché diventasse Emiro del Hijaz, inviando Thomas Edward Lawrence (Lawrence d'Arabia) nel 1915. Gli Ikhwān entrarono in conflitto con lo Sceriffo nel 1917 proprio quando i suoi figli ʿAbd Allāh e Fayṣal entrarono a Damasco. Il Trattato di Darin rimase in vigore fino a quando fu superato dalla conferenza di Gedda del 1927 e dalla conferenza di Dammam del 1952, e durante questo periodo ʿAbd al-ʿAzīz estese i suoi confini oltre la "linea blu" anglo-ottomana. Dopo Darin, egli accumulò armi e munizioni fornitegli dai britannici, oltre a un finanziamento a titolo gratuito di 5 000 sterline al mese. Dopo la prima guerra mondiale, ricevette ulteriore sostegno da parte britannica, tra cui una grossa partita di munizioni. Nel 1922 lanciò la sua campagna contro l'Āl Rashīd e nel 1922 quel casato fu quasi del tutto eliminato.
La sconfitta degli storici rivali raddoppiò le dimensioni del territorio saudita, perché dopo la guerra di Ḥāʾil, ʿAbd al-ʿAzīz inviò il suo esercito ad occupare al-Jawf, sotto la guida di ʿUqab bin Mohaya, il capo della tribù dei B. Talha. Questo permise ad ʿAbd al-ʿAzīz di negoziare un nuovo e più favorevole trattato con i britannici. L'accordo, firmato a Uqair nel 1922, prevedeva che la Gran Bretagna riconoscesse buona parte delle nuove conquiste territoriali saudite. In cambio, ʿAbd al-ʿAzīz accettava di riconoscere i territori britannici nella zona, in particolare lungo la costa del Golfo Persico e in Iraq. Questi erano di vitale importanza per i britannici, in quanto il traffico mercantile tra l'India britannica e il Regno Unito dipendeva dalle stazioni marittime sulla rotta verso il canale di Suez.
Nel 1925, le forze di ʿAbd al-ʿAzīz presero la città santa de La Mecca allo Sceriffo al-Ḥusayn. L'8 gennaio 1926 i leader della Mecca, di Medina e di Jedda proclamarono ʿAbd al-ʿAzīz re del Ḥijāz. Il 20 maggio 1927 il governo britannico firmò il trattato di Jedda, che superò quello di Darin riconoscendo l'indipendenza del Ḥijāz e del Najd con ʿAbd al-ʿAzīz come loro sovrano.
Con il riconoscimento della sua autorità e il sostegno internazionale ricevuto ʿAbd al-ʿAzīz continuò a consolidare il proprio potere nella regione; nel 1928 le sue forze avevano ormai invaso la maggior parte del centro della Penisola arabica. Tuttavia l'alleanza tra gli Ikhwān e l'Al Saʿūd arrivò ad un punto di rottura quando il sovrano giunse a proibire ulteriori raid. Le poche porzioni di Arabia centrale non sotto il controllo saudita avevano infatti siglato trattati di protezione con Londra, questo però non trovava il consenso degli Ikwhān, abituati a considerare tutti i non-wahhabiti come degli infedeli. Nel 1927 gli Ikwhān scatenarono una rivolta ma, dopo due anni di combattimenti, i membri della fratellanza vennero sconfitti definitivamente da ʿAbd al-ʿAzīz nella battaglia di Sabilla del marzo 1929.

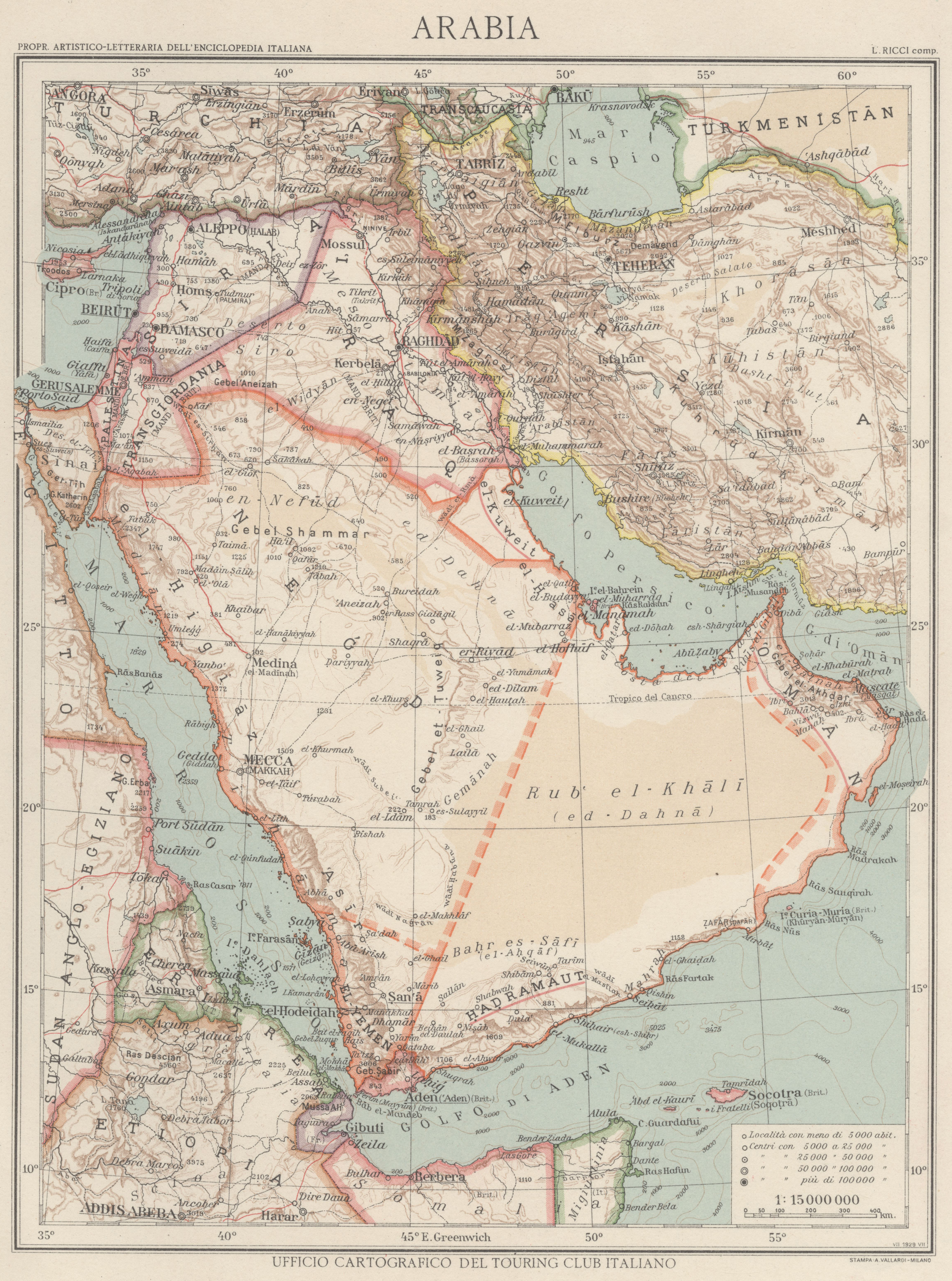
Mappa della penisola arabica nel 1929

Il 23 settembre 1932 ʿAbd al-ʿAzīz unificò i suoi domini nel Regno dell'Arabia Saudita e si proclamò re dell'intera regione. Nel 1938 il monarca trasferì la sua corte dal forte Masmak al Palazzo Murabbaʿ. Questo edificio rimase la sua residenza e la sede del governo fino alla sua morte, avvenuta nel 1953.
Nel 1934, dopo dieci anni di guerra, fu stabilito il confine con il Regno Mutawakkilita dello Yemen.
ʿAbd al-ʿAzīz escluse lentamente dal potere prima il padre e in seguito i suoi cinque fratelli, in particolare il fratello maggiore Muḥammad, che aveva combattuto con lui durante le battaglie che avevano contribuito alla fondazione dello Stato.

## La scoperta del petrolio
Nel 1938 in Arabia Saudita fu scoperto il petrolio da alcuni geologi americani che lavoravano per la Standard Oil of New York (Socony), in collaborazione con funzionari sauditi. Su suggerimento dei suoi consiglieri St John Philby e Amin al-Rihani, nel 1944, egli concesse l'autorità sostanziale sui campi petroliferi sauditi alle compagnie americane, con grande costernazione dei britannici, che avevano investito molto denaro nell'ascesa al potere del monarca nella speranza di aver accesso alle riserve di petrolio che si credevano ingenti.
La ricchezza petrolifera ha portato con sé una grande quantità di potere e di influenza che, naturalmente, ʿAbd al-ʿAzīz ha usato a suo vantaggio nel Hijaz. Ha imposto alle molte tribù nomadi di interrompere faide, guerriglie e vendette. Cominciò anche a diffondersi l'applicazione dell'ideologia del nuovo regno, basato sugli insegnamenti di Muḥammad ibn ʿAbd al-Wahhāb. Ciò ha incluso la fine dei riti tradizionalmente sanzionati dei pellegrinaggi, riconosciuti dalle scuole ortodosse di giurisprudenza, ma in contrasto con gli insegnamenti di Muḥammad ibn ʿAbd al-Wahhāb. Nel 1926, dopo che i membri di una carovana di egiziani in viaggio verso La Mecca furono malmenati dalle sue milizie, il monarca si è visto costretto a rilasciare una dichiarazione conciliante al governo egiziano. In seguito, diverse dichiarazioni simili furono rilasciate ai governi musulmani di tutto il mondo a causa delle percosse subite dai pellegrini in visita alle città sante di La Mecca e Medina. La rivolta e la successiva decimazione degli Ikhwān nel 1929, grazie anche alla forza aerea britannica, ha segnato un punto di svolta.

Con i suoi rivali eliminati, l'ideologia di ʿAbd al-ʿAzīz era in pieno vigore, ponendo fine a quasi 1400 anni di pratiche religiose che caratterizzavano il Hajj (il pellegrinaggio canonico islamico), la maggior parte delle quali erano biasimate dalle varie scuole islamiche.
Il re istituì il Consiglio della Shura del Hijaz già nel 1927. Questo Consiglio è stato successivamente ampliato a 20 membri, ed era stato presieduto dal figlio del re, Fayṣal.

## Guerre all'estero
ʿAbd al-ʿAzīz è stato in grado di ottenere la fedeltà sia delle tribù dell'Arabia Saudita che di alcune in Giordania. Ad esempio, ha costruito forti legami con il principe sceicco Rashid al-Khuzāʿī della tribù degli al-Frayhat, una delle più influenti durante il dominio dell'Impero ottomano. Il principe e la sua tribù avevano dominato la Giordania orientale prima dell'arrivo dello Sceriffo Hussein. ʿAbd al-ʿAzīz sostenne Rashīd e i suoi seguaci nella lotta contro Hussein.
Il principe Rashid ha partecipato alla rivolta di Izz al-Din al-Qassam del 1935 che lui e i suoi seguaci condussero contro re ʿAbd Allāh I di Giordania. Più tardi, nel 1937, quando sono stati costretti a lasciare la Giordania, il principe Rashid al-Khuzāʿī, la sua famiglia e un gruppo di suoi seguaci hanno scelto di trasferirsi in Arabia Saudita, dove il principe Rashed viveva da diversi anni, ospite di ʿAbd al-ʿAzīz.

## Anni successivi

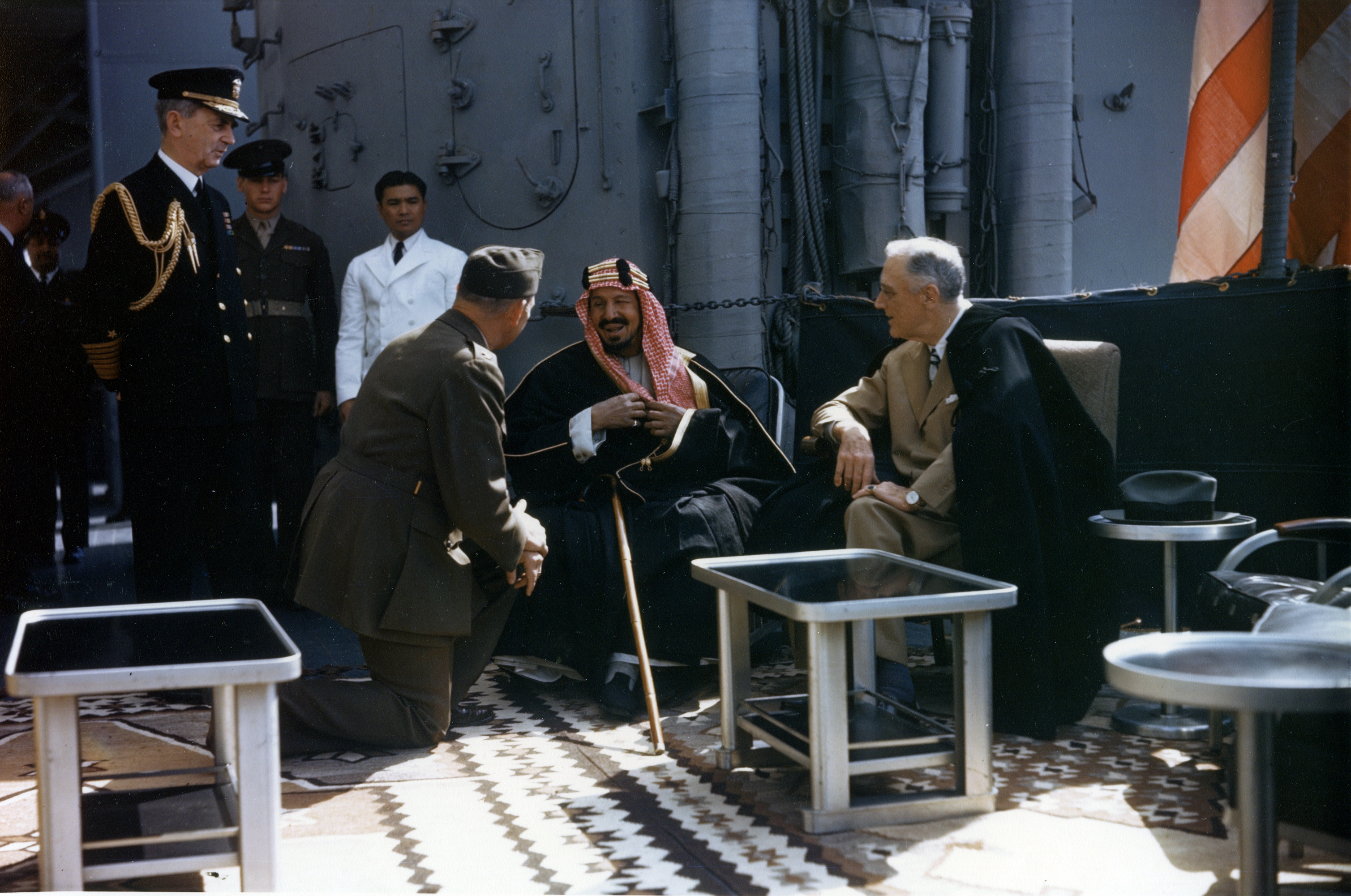
Re ʿAbd al-ʿAzīz conversa con il presidente statunitense Franklin D. Roosevelt (a destra) grazie all'interprete colonnello Bill Eddy, a bordo della USS Quincy, dopo la Conferenza di Jalta. L'ammiraglio William D. Leahy (a sinistra) osserva.

ʿAbd al-ʿAzīz mantenne il suo Paese neutrale nella Seconda Guerra Mondiale, anche se mostrò il suo sostegno agli Alleati. Tuttavia, nel 1938, quando c'è stato un attacco al principale gasdotto britannico nel Regno dell'Iraq, il sovrano ha dato rifugio all'ambasciatore tedesco Fritz Grobba che ne era responsabile. È stato riferito che a partire dal 1937 stava sfavorendo i britannici.
Durante l'ultima fase della guerra, ʿAbd al-ʿAzīz ha incontrato esponenti politici significativi. Una di queste riunioni, durate per tre giorni, è culminata con l'incontro con il presidente degli Stati Uniti Franklin Delano Roosevelt, il 14 febbraio 1945. Il colloquio ha avuto luogo a bordo della USS Quincy presso il Grande Lago Amaro nel canale di Suez. L'incontro ha stabilito le basi delle future relazioni tra i due paesi.
Un altro incontro significativo si è svolto con il Primo ministro britannico Winston Churchill nel Grand Hotel du Lac, sulle rive dell'oasi del Fayyūm, cinquanta miglia a sud del Cairo, nel febbraio del 1945. Tuttavia, i sauditi riferiscono che l'incontro era focalizzato sul problema palestinese ed è stato improduttivo in termini di risultati, a differenza di quello con Roosevelt.
Nel 1948, l'Arabia Saudita ha partecipato alla guerra arabo-israeliana, ma il suo contributo è stato generalmente considerato assai limitato.
Nel 1953 ha creato il Consiglio dei ministri.
Mentre i membri della famiglia reale, grazie ai proventi della crescente industria estrattiva si permettevano giardini lussuosi, splendide auto e palazzi di mattoni, ʿAbd al-ʿAzīz ha chiesto agli imprenditori stranieri di realizzare una ferrovia reale dal golfo Persico a Riad con un prolungamento fino a Jedda. Questo è stato considerato da tutti i suoi consiglieri che vivevano nel paese, come la follia di un vecchio. Alla fine, la ARAMCO costruì la ferrovia, ad un costo di 70 milioni di dollari, ottenuti dalle royalties del petrolio. La strada ferrata è stata completata nel 1951 ed è stata utilizzata per il trasporto di merci dopo la morte del re. Essa ha permesso a Riad di modernizzarsi. Nel 1962, quando è stata realizzata una strada asfaltata, la ferrovia ha perso tutto il suo traffico.

## Vita personale
In conformità con i costumi del suo popolo, ʿAbd al-ʿAzīz era a capo di una famiglia poligama comprendente più mogli e concubine.
Secondo alcune fonti, ha avuto ventidue consorti ufficiali. Molti dei suoi matrimoni sono stati contratti per cementare alleanze con altri clan, nel periodo in cui lo stato saudita era in via di formazione e stabilizzazione. ʿAbd al-ʿAzīz era il padre di quasi un centinaio di bambini, tra cui quarantacinque maschi. Di seguito un elenco di mogli e relativi figli:
1. Wadha bint Muhammad Al Orair[21]
  1. Turkī (I) (1900 - 1919)
  2. Saʿūd (12 gennaio 1902 - 23 febbraio 1969); regno 1953 - 1964
  3. Khalid
  4. Abdullah
  5. Mounīra
2. Tarfa bint ʿAbd Allāh Āl al-Shaykh
  1. Khālid (I) (nato nel 1903, morto nell'infanzia)
  2. Fayṣal (14 aprile 1906 - 25 marzo 1975); regno 1964 - 1975
  3. Saʿd (I) (1914 - 1919)
  4. ʿAnūd (nato nel 1917, data di morte sconosciuta)
  5. Nūra
3. Luʾluʾa bint Ṣāliḥ al-Dākhil (sposata nel 1906)[35]
  1. Fahd (I) (1906 - 1919)
4. Al Jawhara bint Musaed Al Jilūwī (1891 - 1919)
  1. Muḥammad (1910 - 1988)
  2. Khālid (II) (13 febbraio 1913 - 13 giugno 1982); regno 1975 - 1982
  3. al-ʿAnūd
5. Laja bint Khālid bin Hithlayn
  1. Sāra (1916 - giugno 2000)
6. Bazza I
  1. Nāṣer (1911 - 1984)[36]
7. Jawhara bint Saʿd bin ʿAbd al-Muḥsin al-Sudayrī
  1. Saʿd (II) (1915 - 1993)
  2. Musāʿid (1923 - 2013)[37]
  3. ʿAbd al-Muḥsin (1925 - 1985)
  4. al-Bandarī (1928 - 2008)[38]
8. Ḥaṣṣa al-Sudayrī (1900 - 1969)
(I loro figli sono noti come sette Sudairi)
  1. Fahd (II) (1921 - 2005); regno 1982 - 2005
  2. Sulṭān (1928 - 2011); principe della corona 2005 - 2011
  3. Luʾluʾa (1928 circa - 2008)[39]
  4. ʿAbd al-Raḥmān (1931 - 2017)
  5. Nāyef (1933 - 2012); principe della corona 2011 - 2012
  6. Turkī (II) (1934 - 2016)
  7. Salmān (nato nel 1935); attuale Re d'Arabia Saudita dal 2015
  8. Aḥmed (nato nel 1942)
  9. Jawāher
  10. Laṭīfa
  11. al-Jawhara
  12. Muḍī (morto giovane)
  13. Felwa (morto giovane)
9. Shāhida
  1. Manṣūr (1921 - 1951)
  2. Mishʿal (1926 - 2017)
  3. Qumash (1927 - settembre 2011)
  4. Mutayyib (1931 - 2 dicembre 2019)
10. Fahda bint Asi Al-Shuraim
  1. ʿAbd Allāh (1º agosto 1924 - 23 gennaio 2015); regno 2005 - 2015
  2. Nūf
  3. Sīta (1930 circa - 13 aprile 2011)
11. Bazza (seconda moglie di nome Bazza)
  1. Bandar (1923 - 28 luglio 2019)
  2. Fawwāz (1934 - 2008)
12. Ḥāya bint Saʿd al-Sudayrīi (1913 – 18 aprile 2003)[40]
  1. Badr (I) (1931 – 1932)
  2. Badr (II) (1933 – 2013)
  3. Huzza (1951 - luglio 2000)
  4. ʿAbd al-Ilāh (1939-2023)
  5. ʿAbd al-Majīd (1943 - 2007)
  6. Nūra (nata nel 1930)
  7. Mishail
13. Bushra
  1. Mishari (1932 - 2000)[41]
14. Munayyir (circa 1909 - dicembre 1991)
  1. Ṭalāl (I) (1924 - 1927)
  2. Ṭalāl (II) (1931 - 22 dicembre 2018)
  3. Nawwāf (1932 - 2015)
  4. Madawi[41]
15. Muḍi
  1. Sulṭāna (circa 1928 - 7 luglio 2008)[42]
  2. Ḥāya (1929 circa - 2 novembre 2009)[43]
  3. Majīd (II) (9 ottobre 1938 - 12 aprile 2003)
  4. Saṭṭām (21 gennaio 1941 - 12 febbraio 2013)
16. Nūf bint al-Shaʿlān
  1. Thāmir (1937 - 27 giugno 1959)
  2. Mamdūḥ (1939/1940 - 30 novembre 2023)
  3. Mashhūr (nato nel 1942)
17. Saʿida al-Yamaniyya
  1. Hathlūl (1942 - 29 settembre 2012)
18. Khaḍra
19. Baraka al-Yamaniyya
  1. Muqrin (nato il 15 settembre 1945); principe della corona 23 gennaio 2015 - 29 aprile 2015
20. Fuṭayma
  1. Ḥamūd (1947 - 26 febbraio 1994)[41]
21. Muḍā bint ʿAbd Allāh al-Mandīl al-Khalīdīi
  1. Shaykha (nata nel 1922)
22. Da ignota:
  1. Majīd (I) (1934 - 1940)
  2. ʿAbd al-Salīm (1941 - 1942)
  3. Jilūwī (I) (1942 - 1944)
  4. Jilūwī (II) (1952 - 1952) (figlio minore morto nell'infanzia)

### Rapporti con i membri della famiglia
ʿAbd al-ʿAzīz era molto vicino a una zia paterna, Jawhara bint Fayṣal. Fin da giovane, ha radicato in lui un forte senso della famiglia spingendolo a riguadagnare la gloria perduta della Casa di Sa'ud. Negli anni in cui la famiglia viveva rifugiata in Kuwait, Jawhara spesso gli raccontava le gesta dei suoi antenati e esortava il giovane principe a non essere contento della situazione attuale. La zia è stata determinante nel fargli decidere di tornare nel Najd e di riconquistare i territori della sua famiglia. La zia rimase, per tutta la vita, una delle consigliere più fidate e influenti sul re. ʿAbd al-ʿAzīz le chiedeva di narrargli le esperienze dei governanti del passato, con fedeltà storica e incentrando i suoi racconti sulle tribù e sugli individui, per prendere spunti su cui basare le sue azioni. Jawhara era anche profondamente rispettata dai figli del monarca. ʿAbd al-ʿAzīz usava farle visita ogni giorno fino alla sua morte avvenuta intorno al 1930.
Il re era anche molto vicino alla sorella Nūra, che aveva un anno più di lui. In diverse occasioni, si identificò in pubblico con le parole: "Io sono il fratello di Nūra". La principessa è morta qualche anno prima del fratello minore.

## Opinioni
Per quanto riguarda i valori essenziali per lo Stato e per i suoi cittadini ʿAbd al-ʿAzīz soleva dire che "due cose sono essenziali per il nostro Stato e la nostra gente: la religione e i diritti ereditati dai nostri padri".
Amani Hamdan sostiene che l'atteggiamento di ʿAbd al-ʿAzīz verso l'istruzione delle donne è stato incoraggiante, dal momento che a St John Philby ha dichiarato: "È lecito per le donne sapere leggere".
Le sue ultime parole ai suoi due figli più grandi, il futuro re Saʿūd e Fayṣal, che erano già in lotta tra di loro, sono state: "Voi siete fratelli, unitevi!" Poco prima della sua morte, il re ha dichiarato: "In verità, i miei figli e i miei averi sono i miei nemici".

## Morte e funerale
Gravemente malato di cuore, il Re morì nel palazzo del principe Faysal a Ta'if il 9 novembre 1953 all'età di 77 anni. La preghiera funebre si tenne nella moschea Al Hawiya di Ta'if. e la salma venne inumata al cimitero al-'Ud.
Al Re è intitolato l'Aeroporto Internazionale di Gedda.

## Albero genealogico
|                                   |                               |                            | Genitori                 |  |  | Nonni |  |  | Bisnonni                      |  |  | Trisnonni           |  |
|                                   |                               |                            |                          |  |  |       |  |  | Turkī bin ʿAbd Allāh Āl Saʿūd |  |  | ʿAbd Allāh Āl Saʿūd |  |
|                                   |                               |                            |                          |  |  |       |  |  | Turkī bin ʿAbd Allāh Āl Saʿūd |  |  | ʿAbd Allāh Āl Saʿūd |  |
|                                   |                               |                            |                          |  |  |       |  |  | Turkī bin ʿAbd Allāh Āl Saʿūd |  |  |                     |  |
| Fayṣal Āl Saʿūd                   |                               |                            |                          |  |  |       |  |  | Turkī bin ʿAbd Allāh Āl Saʿūd |  |  |                     |  |
|                                   |                               | Hia bint Ḥamad Tamīmī      | Ḥamad Tamīmī             |  |  |       |  |  |                               |  |  |                     |  |
|                                   |                               | Hia bint Ḥamad Tamīmī      | Ḥamad Tamīmī             |  |  |       |  |  |                               |  |  |                     |  |
|                                   |                               | Hia bint Ḥamad Tamīmī      |                          |  |  |       |  |  |                               |  |  |                     |  |
| ʿAbd al-Raḥmān Āl Saʿūd           |                               | Hia bint Ḥamad Tamīmī      |                          |  |  |       |  |  |                               |  |  |                     |  |
|                                   |                               | Misharī bin ʿAbd al-Raḥmān | ʿAbd al-Raḥmān bin Saʿūd |  |  |       |  |  |                               |  |  |                     |  |
|                                   |                               | Misharī bin ʿAbd al-Raḥmān | ʿAbd al-Raḥmān bin Saʿūd |  |  |       |  |  |                               |  |  |                     |  |
|                                   |                               | Misharī bin ʿAbd al-Raḥmān | …                        |  |  |       |  |  |                               |  |  |                     |  |
| Sāra bint Misharī Āl Saʿūd        |                               | Misharī bin ʿAbd al-Raḥmān |                          |  |  |       |  |  |                               |  |  |                     |  |
|                                   |                               | …                          | …                        |  |  |       |  |  |                               |  |  |                     |  |
|                                   |                               | …                          | …                        |  |  |       |  |  |                               |  |  |                     |  |
|                                   |                               | …                          | …                        |  |  |       |  |  |                               |  |  |                     |  |
| ʿAbd al-ʿAzīz dell'Arabia Saudita |                               | …                          |                          |  |  |       |  |  |                               |  |  |                     |  |
|                                   | Muḥammad bin Turkī al-Sudayrī | Turkī al-Sudayrī           |                          |  |  |       |  |  |                               |  |  |                     |  |
|                                   | Muḥammad bin Turkī al-Sudayrī | Turkī al-Sudayrī           |                          |  |  |       |  |  |                               |  |  |                     |  |
|                                   | Muḥammad bin Turkī al-Sudayrī | …                          |                          |  |  |       |  |  |                               |  |  |                     |  |
| Aḥmad al-Kabīr al-Sudayrī         | Muḥammad bin Turkī al-Sudayrī |                            |                          |  |  |       |  |  |                               |  |  |                     |  |
|                                   |                               | …                          | …                        |  |  |       |  |  |                               |  |  |                     |  |
|                                   |                               | …                          | …                        |  |  |       |  |  |                               |  |  |                     |  |
|                                   |                               | …                          | …                        |  |  |       |  |  |                               |  |  |                     |  |
| Sāra bint Aḥmad al-Sudayrī        |                               | …                          |                          |  |  |       |  |  |                               |  |  |                     |  |
|                                   |                               | …                          | …                        |  |  |       |  |  |                               |  |  |                     |  |
|                                   |                               | …                          | …                        |  |  |       |  |  |                               |  |  |                     |  |
|                                   |                               | …                          | …                        |  |  |       |  |  |                               |  |  |                     |  |
| …                                 |                               | …                          |                          |  |  |       |  |  |                               |  |  |                     |  |
|                                   |                               | …                          | …                        |  |  |       |  |  |                               |  |  |                     |  |
|                                   |                               | …                          | …                        |  |  |       |  |  |                               |  |  |                     |  |
|                                   |                               | …                          | …                        |  |  |       |  |  |                               |  |  |                     |  |
|                                   |                               | …                          |                          |  |  |       |  |  |                               |  |  |                     |  |